# 宣公 (魯)
宣公（せんこう）は、春秋時代の魯の第21代君主。名は俀（たい）または倭（い）。文公の子で、文公の後を受けて魯国の君主となった。在位18年。

## 生涯
文公は正夫人の姜氏との間に2人の公子があったが、東門襄仲（公子遂、荘公の子）が文公の第二夫人の敬嬴と私通しており、姜氏の2人の公子を殺して敬嬴の子の俀を立てた。姜氏は実家の斉に帰った。当時はすでに三桓氏が政治の実権を握っており、襄仲の子の公孫帰父は晋の力を借りて三桓氏を除こうとしたが、晋に滞在中に宣公が亡くなったために失敗した。公孫帰父は斉に逃れた。